# Super Paper Mario
Super Paper Mario — видеоигра 2007 года, разработанная Intelligent Systems и изданная Nintendo для игровой системы Wii. Являясь третьей частью серии Paper Mario и первой игрой серии про Марио на Wii, она представляет собой гибрид жанров action-RPG и платформера. Главные герои — Марио, принцесса Пич, Боузер и Луиджи — должны собрать артефакты, называемые Чистыми Сердцами, чтобы остановить злодея графа Блека, планирующего уничтожить вселенную.
Игровой процесс Super Paper Mario отличается от предыдущих частей серии, где использовалась пошаговая система боя. Основная особенность геймплея — возможность переключения между двухмерным и трёхмерным режимами игры. Это позволяет решать головоломки и открывать новые пути. Большинство уровней проходится в двумерной перспективе, а трёхмерный режим служит для исследования и преодоления препятствий. Каждый из четырёх играбельных персонажей обладает уникальными способностями. Кроме того, игрок может получить дополнительные возможности, используя существ-помощников, называемых Пикслами.
Super Paper Mario получила преимущественно положительные отзывы критиков и стала одной из самых высоко оценённых игр для Wii в год своего выхода. Рецензенты высоко оценили игровой процесс, механику смены измерений, художественный стиль, оригинальность и сюжет. Однако некоторые критики отметили избыточное количество текста в игре. Super Paper Mario была номинирована на ряд наград и получила некоторые из них, включая премию за выдающуюся ролевую игру на 12-й церемонии Satellite Awards. Впоследствии многие критики назвали её одной из лучших игр для Wii.
По данным на 2014 год, было продано более 4,23 миллиона копий игры, что сделало её самой продаваемой в серии Paper Mario и одной из самых успешных игр для Wii. В 2012 году вышло продолжение серии — Paper Mario: Sticker Star. В 2016 году Super Paper Mario была переиздана в цифровом магазине Wii U eShop.

## Игровой процесс
Super Paper Mario представляет собой платформер с элементами ролевой игры, что отличает её от предыдущих частей серии. Графика игры сочетает трёхмерные окружения с двумерными персонажами, создающими впечатление бумажных фигур. Игрок управляет Марио и другими героями, преодолевая линейные платформы, как в классических играх серии Mario. Основная цель — собрать восемь Чистых Сердец и победить главного антагониста, графа Блека. Игровой процесс включает общение с неигровыми персонажами, сражения с противниками и взаимодействие с окружающей средой. В отличие от предыдущих игр Paper Mario, использовавших пошаговую боевую систему, в Super Paper Mario все сражения происходят в реальном времени. За победу над врагами игрок получает очки опыта, позволяющие повышать уровень персонажа и улучшать его характеристики. Ключевая механика игры — способность Марио временно «перелистываться» между измерениями, при этом камера поворачивается на 90 градусов, открывая трёхмерную перспективу уровня. Это позволяет обнаруживать скрытые в двухмерном режиме элементы и преодолевать препятствия, непроходимые в двухмерном пространстве.
По мере развития сюжета к отряду игрока присоединяются Луиджи, принцесса Пич и Боузер, каждый из которых обладает особыми навыками для решения специфических задач. Луиджи отличается самым высоким прыжком, Пич умеет зависать в воздухе и добираться до труднодоступных мест, а Боузер может извергать пламя для уничтожения противников. Однако только Марио сохраняет способность переключаться между двухмерным и трёхмерным режимами. Игрок может в любой момент сменить активного персонажа через внутриигровое меню. Игровой процесс дополняется фееподобными существами, известными как «Пикслы» (англ. Pixls), каждый из которых предоставляет персонажу дополнительную способность. К примеру, Пиксл Торо позволяет поднимать и метать объекты. Особую роль играет Типпи — Пиксл, сопровождающая игрока с начала приключения. Она может давать советы по борьбе с врагами и помогает обнаруживать скрытые элементы на уровнях.
Основным узлом игрового мира выступает город Флипсайд, расположенный, согласно сюжету, «на стыке измерений». По мере прохождения игры становится доступен его зеркальный аналог — Флопсайд. Эти два города служат отправными точками для путешествий игрока в различные миры посредством межпространственных дверей.

## Разработка
Разработкой Super Paper Mario, как и предыдущих игр серии, занималась студия Intelligent Systems. Руководитель Рёта Каваде изменил традиционную концепцию, стремясь удивить поклонников новым подходом. В процессе создания игровых концепций он ввёл механику переключения между измерениями, а также изменил боевую систему, чтобы она соответствовала идее смены измерений. Когда концепция была представлена продюсеру Кэнсукэ Танабэ, оба согласились, что игра будет лучше работать в жанре action-adventure, хотя Танабэ попросил сохранить сюжетную структуру, характерную для ролевых игр. Каваде отметил сложность создания «гармоничного соотношения между двухмерными и трёхмерными мирами», подчеркнув, что процесс разработки состоял из проб и ошибок. По его словам, создание одного уровня «требовало усилий, равных созданию двух уровней», так как команда стремилась добавить в трёхмерной перспективе секреты, невидимые в двухмерном режиме.
На выставке E3 2006 компания Nintendo анонсировала игру Super Paper Mario для игровой системы GameCube. Презентация состоялась 11 мая 2006 года и включала демонстрацию трейлера. Выход игры планировался на четвёртый квартал того же года. Несмотря на анонс, Nintendo не представила играбельную демоверсию на выставке. По итогам E3 Super Paper Mario вошла в число финалистов премии Editor’s Choice от GameSpot. В конце мая Nintendo официально назначила дату релиза на 9 октября 2006 года. Изначально Super Paper Mario должна была стать одной из заключительных игр Nintendo для GameCube, однако в течение 2006 года разработка была перенесена на платформу Wii. Игра вышла в апреле 2007 года, став первым проектом серии Mario для этой консоли. При переносе на Wii разработчики сохранили систему управления, близкую к версии для GameCube, лишь минимально задействовав возможности датчиков движения контроллеров новой игровой системы.
Первые партии Super Paper Mario для европейского рынка содержали программную ошибку, проявлявшуюся при установке английского, немецкого или испанского языка. По информации Nintendo of Europe, если Марио вступал в разговор с Мими в главе 2-2, не подобрав ключ, происходило зависание игры, требовавшее перезагрузки с последней точки сохранения. Компания Nintendo of Europe организовала бесплатную программу замены затронутых этой проблемой дисков на исправленные версии.

## Восприятие критикой
| Сводный рейтинг       | Сводный рейтинг      |
| Агрегатор             | Оценка               |
| --------------------- | -------------------- |
| GameRankings          | 85,16 %              |
| Metacritic            | 85/100 (56 рецензий) |
| Иноязычные издания    |                      |
| Издание               | Оценка               |
| EGM                   | B+                   |
| Eurogamer             | 8/10                 |
| Famitsu               | 35/40                |
| Game Informer         | 9,5/10               |
| GameSpot              | 8,8/10               |
| GameSpy               | 8/10                 |
| GamesRadar+           | 4/5                  |
| GameTrailers          | 8,7/10               |
| IGN                   | 8,9/10               |
| Nintendo Life         | [ 7 ]                |
| Nintendo World Report | 9/10                 |
| RPGamer               | 4,12/5               |

По данным агрегатора рецензий Metacritic, игра Super Paper Mario получила «в целом положительные отзывы» со средним баллом 85 из 100 на основе оценок 57 критиков. Это позволило ей занять шестое место среди наиболее высоко оцененных игр для Wii, выпущенных в 2007 году.
Механика смены измерений получила преимущественно положительные отзывы. Обзор Gamasutra охарактеризовал игру как «знаковый релиз для Wii» и заметил что игра была успешной среди критиков. Рецензенты высоко оценили механику переключения между измерениями, головоломки, креативность и сценарий. Основная критика была связана с тем, что игра не смогла полностью удовлетворить ожидания поклонников чистых ролевых игр или платформеров. Сюжет также получил высокую оценку, хотя некоторые критики отметили избыточное количество текста. Рецензент Game Informer Брайан Вор положительно отозвался о расширении платформерных элементов и механике смены измерений, назвав сценарий игры «пожалуй, лучшим» среди всех ролевых игр серии Mario. Обозреватели Famitsu высоко оценили механику смены измерений, баланс и систему управления.
Рецензент IGN Мэтт Касамассина рекомендовал Super Paper Mario к покупке, отметив удачное сочетание платформера и RPG, качество управления и сценария. Критике подверглись «нелепое» количество текста и «пустоватый» вид трёхмерных сегментов. GameTrailers также указали на избыток текста, но похвалили сюжет и «захватывающий» игровой процесс. Брин Уильямс из GameSpy положительно оценил «необычайно странную и забавную сюжетную линию», дизайн уровней и управление, однако отметил недостаточную сложность и низкую реиграбельность. Бретт Элстон из GamesRadar+ высоко оценил графику, диалоги и управление, но заметил, что к концу игра начинает «выдыхаться».
Шейн Беттенхаузен из Electronic Gaming Monthly назвал игру обязательной для владельцев Wii, высоко оценив креативность, геймплей, головоломки и сценарий, но раскритиковал «недоработанные» RPG-элементы. Джон Уокер из Eurogamer также раскритиковал игровой процесс, назвав его «немного слабее» большинства платформеров Mario, но похвалил «неизменно остроумный, а к концу даже трогательный» сценарий. Рикардо Торрес из GameSpot отметил, что игра «не вполне соответствует уровню некоторых других частей серии», но высоко оценил геймплей, сценарий, продолжительность и побочные задания. Майкл Коул из Nintendo World Report отметил наличие некоторых «утомительных головоломок» и необходимость возвращаться в уже пройденные локации, но высоко оценил сценарий, визуальное оформление и игровой процесс. Он охарактеризовал игру как «необычное, неожиданное признание в любви фанатам Nintendo». Несколько рецензентов из RPGamer особо отметили качество сценария и комедийных диалогов.